# Lucien Laviscount
Lucien Leon Laviscount (Burnley, 9 giugno 1992) è un attore britannico.

## Biografia
Lucien è nato a Burnley, Lancashire, ed è vissuto a Ribble Valley sempre nel Lancashire. 
Ha frequentato la Ribblesdale High School a Clitheroe dove è stato premiato al decimo posto per la GCSEs ed è stato membro del laboratorio teatrale Carol Godby's. I suoi genitori hanno origini trinidadiane. Lucien ha due fratelli, Louis e Jules.

## Filmografia

### Cinema
- The Bye Bye Man, regia di Stacy Title (2017)
- Trust, regia di Brian DeCubellis (2021)
- Il tuo Natale o il mio? (Your Christmas or Mine?), regia di Jim O'Hanlon (2022)
- This Time Nex Year - Cosa fai a Capodanno? (This Time Next Year), regia di Nick Moore (2024)[1]

### Televisione
- Life Bites – serie TV, episodio 1x01 (2008)
- Coronation Street (Corrie) – soap opera, 34 episodi (2009)
- Waterloo Road – serie TV, 13 episodi (2010)
- Casualty – serie TV, episodio 25x19 (2011)
- New Tricks - Nuove tracce per vecchie volpi (New Tricks) – serie TV, episodio 8x04 (2011)
- Shameless – serie TV, episodio 8x16 (2011)
- Skins – serie TV, episodi 7x05-7x06 (2013)
- Delitti in Paradiso (Death in Paradise) – serie TV, episodio 2x08 (2013)
- Supernatural – serie TV, episodio 9x20 (2014)
- Episodes – serie TV, 3 episodi (2014)
- Scream Queens – serie TV, 8 episodi (2015)
- Still Star-Crossed – serie TV, episodio 1x01 (2017)
- Snatch – serie TV, 20 episodi (2017-2018)
- Katy Keene – serie TV, 10 episodi (2020)
- Emily in Paris – serie TV, 15 episodi (2021-in corso)

## Discografia
- Dance With You (2012)

## Doppiatori italiani
Nelle versioni in italiano dei suoi lavori, Lucien Laviscount è stato doppiato da:
- Luca Mannocci in Snatch, Katy Keene
- Alessandro Campaiola in The Bye Bye Man, Il tuo Natale o il mio?
- Andrea Colombo Giardinelli in Emily in Paris, This Time Next Year- Cosa fai a Capodanno?
- Davide Perino in Scream Queens
- Francesco Venditti in Supernatural